# Odmienne stany świadomości (film)
Odmienne stany świadomości (ang. Altered States) – amerykański horror z 1980 roku w reżyserii Kena Russella, zrealizowany na podstawie powieści Paddy'ego Chayefsky'ego.

## Fabuła
Na Wydziale Medycznym Harvardu prof. Jessup przeprowadza niezwykły, kontrowersyjny eksperyment. Chce poznać wszystkie stany świadomości. Zależy mu zwłaszcza na historii i wnętrzu umysłu. Doświadczenie zaczyna się od odosobnienia, ciemności (deprywacji sensorycznej) i zażywania halucynogennych lekarstw. Naukowiec przeprowadza próby na sobie, ale sprawy zaczynają wymykać się spod kontroli.

## Główne role
- William Hurt – Profesor Eddie Jessup
- Blair Brown – Emily Jessup
- Bob Balaban – Arthur Rosenberg
- Charles Haid – Mason Parrish, prof. endokrynologii Wydziału Medycznego Harvardu
- Thaao Penghlis – Prof. Eduardo Eccheverria, Uniwersytet z Meksyku
- Dori Brenner – Sylvia Rosenberg
- Peter Brandon – Alan Hobart
- Drew Barrymore – Margaret Jessup
- Megan Jeffers – Grace Jessup
- Jack Murdock – Hector Orteco
- Francis X. McCarthy – Obispo

## Nagrody i nominacje
Oscary za rok 1980
- Najlepsza muzyka – John Corigliano (nominacja)
- Najlepszy dźwięk – Arthur Piantadosi, Les Fresholtz, Michael Minkler, Willie D. Burton (nominacja)

Złote Globy 1980
- Odkrycie roku (aktor) – William Hurt (nominacja)

## Zdjęcia
Zdjęcia do filmu realizowane były na terenie Meksyku (stan Chihuahua) oraz Bostonu, Nowego Jorku i Los Angeles, a także stanu Kentucky.